# Chemia biometaloorganiczna
Chemia biometaloorganiczna – nauka zajmująca się badaniem związków aktywnych biologicznie, które zawierają atomy węgla bezpośrednio związane z atomami metalu. Dyscyplina ta jest bezpośrednio związana z chemią metaloorganiczną, chemią bioorganiczną i chemią medyczną.
Do naturalnie występujących związków metaloorganicznych należą niektóre enzymy i białka sensoryczne. Obecnie otrzymuje się wiele syntetycznych analogów tych związków, które znajdują zastosowanie w medycynie oraz obrazowaniu biologicznym.

## Naturalnie występujące związki biometaloorganiczne

### Enzymy
Cyjanokobalamina, nazywana także witaminą B12, jest reprezentatywnym przykładem związku biometaloorganicznego. Stanowi ona kofaktor wielu enzymów zaangażowanych w tworzenie wiązań C-C oraz C-H.
Istnieje kilka biometaloorganicznych enzymów wykorzystujących jako substrat tlenek węgla. Jednym z nich jest dehydrogeneza tlenku węgla (CODH), która bierze udział w biosyntezie acetylokoenzymu A. CODH współpracuje z innym białkiem enzymatycznym - syntazą acetyloCoA (ACS), oba wyżej wspomniane białka tworzą tetrameryczny kompleks, w którym zachodzi transport cząsteczki CO przez tunel w cząsteczce białka, natomiast grupa metylowa jest dostarczana przez zmetylowaną kobalaminę.
Hydrogenazy są przez niektórych badaczy klasyfikowane jako związki biometaloorganiczne, ponieważ w centrum aktywnym występuje wiązanie Fe-CO, jednak CO nie pełni aktywnej roli w przebiegu reakcji.
Hydrogenazy zawierające jedynie Fe2(μ-CO)2(CN)2 w centrum aktywnym, związanym z klastrem 4Fe4S poprzez mostowy siarczek. Natomiast centrum aktywne hydrogenaz posiadających Fe oraz Ni zawierają (NC)2(OC)Fe(μ-SR)2Ni(SR)2, gdzie skrót SR oznacza cysteinyl.
Hydrogenazy nie zawierające centrów żelazowo-siarkowych posiadają centrum aktywne o niezdeterminowanej dokładnie budowie.

### Białka przekazujące sygnały
Niektóre czynniki transkrypcyjne zawierające nikiel i żelazo są zdolne do detekcji i wiązania cząsteczkowe wodoru H2.
Białka zawierające miedź mogą wiązać i wykrywać etylen, stanowiący hormon roślinny odpowiedzialny m.in. za odpadanie liści oraz dojrzewanie owoców. Inhibitorem etylen jest cyklopropan i jego proste pochodne, które blokują centrum aktywne białek wykrywających etylen.
Tlenek węgla jest wiązany przez niektóre czynniki transkrypcyjne zawierające kowalencyjne przyłączone porfiryny.